# Jollibee
Jollibee è una catena filippina di fast food di Jollibee Foods Corporation (JFC) nata nel 1978.

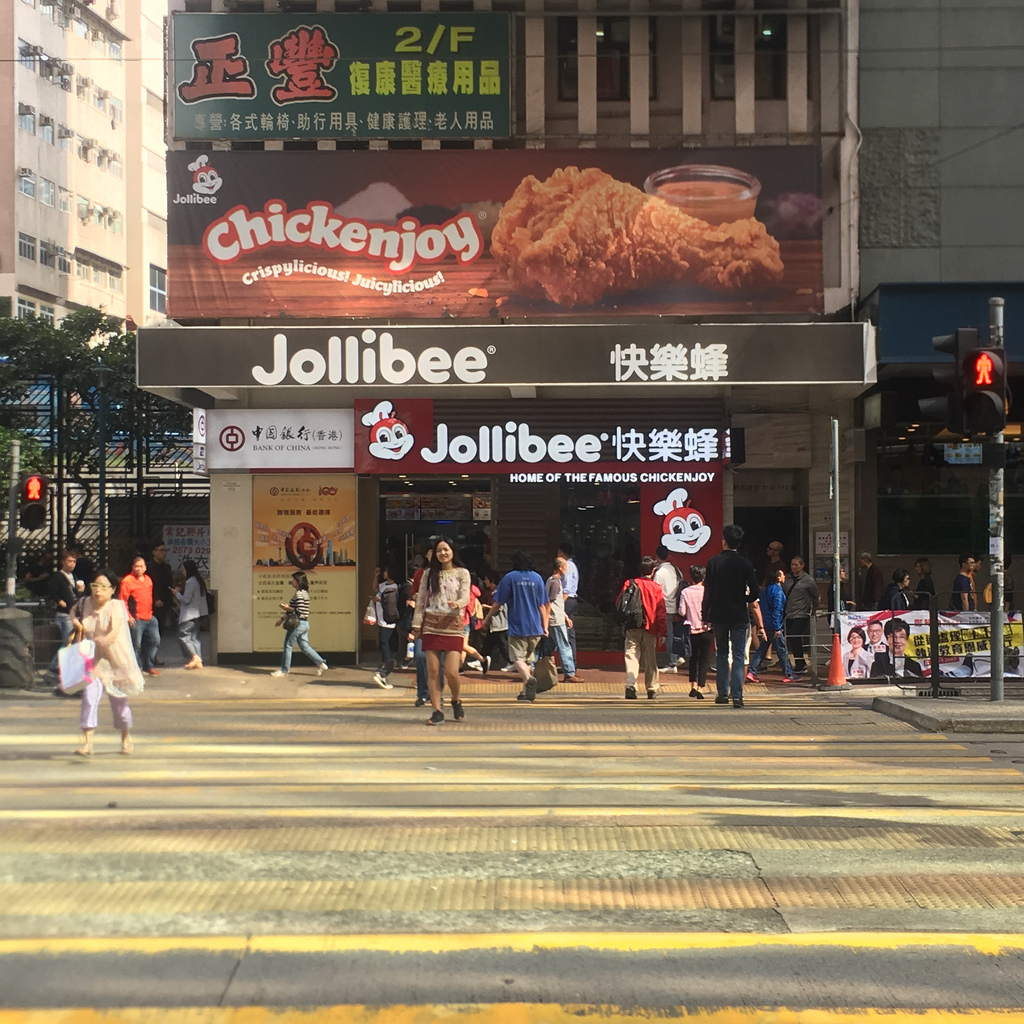
Jollibee a Hong Kong

| Nazioni attuali Ex nazioni Nazioni pianificate |

## Storia
Nel 1975 Tony Tan Caktiong e la sua famiglia aprirono una gelateria Magnolia a Cubao, Quezon City. Successivamente l'outlet ha iniziato a offrire pasti caldi e sandwich su richiesta dei clienti. Quando i prodotti alimentari divennero più popolari rispetto al gelato, la famiglia decise di convertire la gelateria in un ristorante fast food che divenne il primo outlet Jollibee nel 1978. Il consulente di direzione Manuel C. Lumba ha informato la famiglia del cambio di strategia. Inizialmente Jollibee fu chiamato "Jolibe" ma cambiò il suo nome in "Jollibee".
Jollibee ha registrato una rapida crescita. È stato in grado di resistere all'ingresso di McDonald's nelle Filippine nel 1981, concentrandosi sui gusti specifici del mercato filippino, che differiva dalla società americana di fast food. Il primo negozio Jollibee all'estero è stato aperto a Taiwan nel 1986, ora chiuso. Jollibee ha continuato ad espandersi e ad aprire punti vendita sia all'interno del paese che all'estero.

### Jollibee in Italia
Verso febbraio 2018 è stato aperto il primo ristorante Jollibee a Milano. Ne è presente uno anche a Roma.

## Prodotti
Il prodotto principale di Jollibee è il pollo fritto, con il marchio Chickenjoy che è stato usato per la prima volta nel 1980. Prima del Chickenjoy, il principale prodotto era lo YumBurger nato nel 1978.
Jollibee ha iniziato a servire spaghetti nel 1979 e il palabok nel 1982. Le patatine fritte furono offerte insieme al Chickenjoy nel 1980. Una versione più grande dello YumBurger, il Champ è stata lanciata nel 1984. Dal 1988 propone anche il gelato Jolly Twirl.

## Nei media
Lo sviluppatore videoludico Ivan Gonzales ha creato due serie di videogiochi basati sulla catena, JOLLY e JOLLIBEE'S per Windows e Android. Nelle due serie, inspirate a Five Nights at Freddy's, i protagonisti sono guardiani che devono difendersi dagli attacchi di mascotte animatroniche rappresentanti certi animali. La serie JOLLY era solo vagamente inspirata al vero Jollibee (avendo in comune con essa soltanto il fatto che la mascotte principale fosse un'ape antropomorfa), mentre nella serie JOLLIBEE'S i personaggi della catena figuravano come antagonisti, e proprio per questo, essa è stata cancellata dopo che la Jollibee Foods Corporation aveva minacciato di avviare un'azione legale per violazione del diritto d'autore; i giochi della serie JOLLY sono invece ancora disponibili e scaricabili.

## Mascotte
Jollibee, una ape mascotte antropomorfa vestita con un blazer, con una camicia e un cappello da chef, è stata introdotta dal marchio nel 1980. Durante il concepimento della mascotte, è stato realizzato come punto di riferimento per il design Topolino della Disney.
La mascotte Jollibee è stata progettata per incarnare l'ottimismo filippino. Tony Tan, presidente e fondatore ha paragonato il personaggio della mascotte al ragionamento popolare filippino che l'ape "salta intorno e produce cose dolci per la vita ed è felice anche se è impegnata".
Altre mascotte furono realizzate anche per la catena di fast food Jollibee, molte delle quali presenti in Jollitown, uno spettacolo per bambini trasmesso nelle Filippine.